# 洛伊·霍洛韋爾
洛伊·霍洛韋爾（英語：Loie Hollowell，1983年—），美國畫家，生於美國北加州，目前在紐約居住及工作。
霍洛韋爾創作多幅具有靈性和性慾暗示的抽象生物形態畫作，其作品啟發自怛特羅密教的繪畫傳統。她與藝術家喬治亞·歐姬芙一起作為對比。

## 教育
霍洛韋爾擁有加利福尼亞大學聖芭芭拉分校文學士學位，以及維吉尼亞聯邦大學繪畫藝術與設計碩士學位。

## 作品
霍洛韋爾的繪畫作品被紐約時報記者瑪莎·施文德納（Martha Schwendener）描述為「抽象的人體風景」。她的繪畫作品以探索身體風景而著名，其實踐存在於抽象與具象、超凡脫俗與有形之間的界限空間中。
依據自傳所述，霍洛韋爾的作品主要在探索性慾、懷孕及出生。她的幾何構圖使用了曼陀拉、S形線條與林伽等符號來建構她的視覺詞彙。在霍洛韋爾的個人經歷當中，她在繪畫作品中展現出來的強烈脆弱性質，既是屬於個人，也是屬於普遍的現象。通常她會將其作品固定在一個單一的中心軸上，這種對稱性的運用能夠將她的繪畫與她自己的身體以及自然世界聯繫起來。

## 外部連結
- 官方網站 （页面存档备份，存于）
- Pace Gallery, Loie Hollowell （页面存档备份，存于）